# Tadeusz Procner

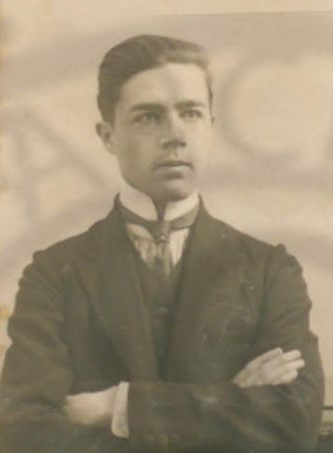
Tadeusz Procner jako słuchacz c. k. Szkoły Politechnicznej we Lwowie.

Tadeusz Procner (ur. 11 października 1891 w Wilnie, zm. wiosną 1940 w Charkowie) – pułkownik dyplomowany artylerii Wojska Polskiego, działacz niepodległościowy, ofiara zbrodni katyńskiej.

## Życiorys
Syn Józefa, urzędnika fabrycznego, i Heleny z Opieńskich urodzony 11 października 1891 w Wilnie, ówczesnej stolicy guberni wileńskiej . Uczył się rosyjskiej Szkole Realnej w Łowiczu. W 1905 został z niej relegowany za czynny udział w strajku szkolnym. Od 24 kwietnia do 27 lipca 1908 był więziony w Ratuszu i Cytadeli Warszawskiej za udział w tajnym samokształceniu polskim i kontakty z PPS Frakcją Rewolucyjną. W 1909 zdał maturę w polskim Gimnazjum w Grodzisku Mazowieckim. W tym samym roku został członkiem Stowarzyszenia Postępowej Młodzieży Akademickiej Niepodległościowej „Życie” we Lwowie. 18 kwietnia 1910 został zapisany do c. k. Szkoły Politechnicznej we Lwowie jako słuchacz zwyczajny Wydziału Budowy Maszyn. W czasie studiów był członkiem zarządu Bratniej Pomocy, a w 1912 delegatem szkoły na Zjazd Młodzieży Niepodległościowej w Krakowie. Do 1914 ukończył 10 semestrów i zaliczył 5 egzaminów. W tym samym roku wstąpił do Związku Strzeleckiego.
26 sierpnia 1914 w Przegorzałach wstąpił do Legionów Polskich. Był oficerem 1 pułku artylerii. 14 marca 1915 awansował na chorążego, a 1 kwietnia 1916 – podporucznika. Służbę pełnił między innymi w 2 baterii. Od 17 stycznia 1917 w Krajowym Inspektoracie Zaciągu na stanowisku komisarza werbunkowego w Żyrardowie, a następnie kierownika Głównego Urzędu Zaciągu w Zamościu (od 1 września 1917) i Częstochowie (od 1 października 1918). 20 grudnia 1917 rozkazem Inspektoratu Wyszkolenia PSZ został mianowany porucznikiem. 15 października 1918 Rada Regencyjna zatwierdziła jego awans na porucznika ze starszeństwem z 1 stycznia 1917.
11 listopada 1918 został przydzielony do Komendy Miasta Warszawy na stanowisko adiutanta technicznego, bezpieczeństwa i szefa Zarządu Koszar. 1 stycznia 1919 został przydzielony do Sekcji Poboru i Uzupełnień Departamentu I Ministerstwa Spraw Wojskowych na stanowisko starszego referenta uzupełnień. Od 31 maja tego roku pozostawał bez funkcji w Generalnym Inspektoracie Artylerii. 29 lipca 1919 został przydzielony do Inspektora Artylerii Okręgu Generalnego Warszawa na stanowisko referenta personalnego, następnie referenta uzupełnień i organizacyjno-mobilizacyjnego. 8 lipca 1920 został mianowany z dniem 1 maja tego roku kapitanem w artylerii. 15 lipca 1920 został zatwierdzony z dniem 1 kwietnia 1920 w stopniu majora, w artylerii, w „grupie byłych Legionów Polskich”. Pełnił wówczas służbę w Dowództwie Okręgu Generalnego „Warszawa” w Warszawie na stanowisku sztabowego oficera inspekcyjnego artylerii. 16 stycznia 1922 został wcielony do 3 pułku artylerii ciężkiej w Wilnie jako oddziału macierzystego. 3 maja 1922 został zweryfikowany w stopniu majora ze starszeństwem z dniem 1 czerwca 1919 i 119. lokatą w korpusie oficerów artylerii z równoczesnym przeniesieniem do 8 pułk artylerii ciężkiej jako oddziału macierzystego. W 1923 pełnił służbę w Dowództwie Okręgu Korpusu Nr VIII w Toruniu na stanowisku szefa Oddziału I, pozostając oficerem nadetatowym 8 pac. We wrześniu tego roku został przydzielony do 27 Dywizji Piechoty w Kowlu na stanowisko szefa sztabu. Z dniem 10 stycznia 1924 został przeniesiony do 16 pułku artylerii polowej w Grudziądzu na stanowisko dowódcy dywizjonu. Od 6 marca do 1 października 1924 przebywał na urlopie bezpłatnym, a po powrocie z urlopu powierzono mu w zastępstwie obowiązki dowódcy II dywizjonu 16 pap. 26 października tego roku zdał obowiązki dowódcy dywizjonu.
Z dniem 1 listopada 1924 został „odkomenderowany” do Wyższej Szkoły Wojennej w Warszawie, w charakterze słuchacza rocznego Kursu Doszkolenia 1924/1925. 31 sierpnia 1925 dyrektor nauk WSWoj., pułkownik Louis Faury opiniując majora Procnera napisał: „inteligentny, poważny, bardzo równy w pracy o dużej wydajności, trochę powolny w powzięciu decyzji. Charakter zrównoważony i pewny. Szef oddziału w korpusie”. 15 października 1925, po ukończeniu kursu i uzyskaniu dyplomu naukowego oficera Sztabu Generalnego, został przydzielony do Dowództwa Okręgu Korpusu Nr X w Przemyślu. W listopadzie tego roku został przeniesiony z 16 pap do kadry oficerów korpusu artylerii przy Departamencie III MSWojsk. z pozostawieniem na zajmowanym stanowisku w DOK X. 14 października 1926 został przydzielony do składu osobowego inspektora armii generała dywizji Wacława Fary na stanowisko oficera sztabu. W czerwcu 1927 został przydzielony do inspektora armii w Toruniu, gen. dyw. Leonarda Skierskiego na stanowisko oficera sztabu. 9 stycznia 1928 został przydzielony służbowo z Inspektoratu Armii w Toruniu do Dowództwa Okręgu Korpusu Nr VIII w Toruniu na stanowisko kierownika Samodzielnego Referatu Operacyjnego. Z dniem 26 października 1928 został przeniesiony z Inspektoratu Armii w Toruniu (przydzielony do DOK VIII) do składu osobowego inspektora armii generała dywizji Leona Berbeckiego w Warszawie. Na podpułkownika awansował ze starszeństwem z dniem 1 stycznia 1929. W grudniu 1929 został przeniesiony do 2 pułku artylerii ciężkiej w Chełmie na stanowisko dowódcy I dywizjonu.
1 kwietnia 1930 został przydzielony na pięciomiesięczny kursów dowódców dywizjonów w Centrum Wyszkolenia Artylerii w Toruniu. We wrześniu 1930 został wyznaczony na stanowisko zastępcy dowódcy 4 pułku artylerii polowej w Inowrocławiu. 24 maja 1932 został przeniesiony do Dowództwa Obszaru Warownego „Wilno” na stanowisko szefa artylerii. Od listopada 1934 do czerwca 1939 dowodził 5 Pułkiem Artylerii Lekkiej we Lwowie. 16 kwietnia 1936 został wybrany wiceprezesem zarządu Lwowskiego Okręgu Wojewódzkiego Ligi Obrony Powietrznej i Przeciwgazowej. W 1937 ukończył Kurs Wyższych Dowódców Artylerii w Centrum Wyszkolenia Artylerii w Toruniu. Na pułkownika został awansowany ze starszeństwem z 19 marca 1938 i 2. lokatą w korpusie oficerów artylerii. W czerwcu 1939 otrzymał przydział do Inspektoratu Armii w Wilnie.
W czasie kampanii wrześniowej był kwatermistrzem Armii „Prusy”, a następnie Frontu Północnego. Po agresji ZSRR na Polskę dostał się do niewoli sowieckiej. Przebywał w obozie w Starobielsku. Wiosną 1940 został zamordowany w Charkowie przez funkcjonariuszy NKWD i pogrzebany w bezimiennej, zbiorowej mogilePiatichatkach, gdzie od 17 czerwca 2000 mieści się oficjalnie Cmentarz Ofiar Totalitaryzmu w Charkowie. Figuruje na tzw. liście Gajdideja (poz. 2507) .
Postanowieniem nr 112-48-07 Prezydenta RP Lecha Kaczyńskiego z 5 października 2007 został awansowany pośmiertnie na stopień generała brygady. Awans został ogłoszony 9 listopada 2007 w Warszawie, w trakcie uroczystości „Katyń Pamiętamy – Uczcijmy Pamięć Bohaterów”.
Był dwukrotnie żonaty. 11 grudnia 1915 we Lwowie ożenił się z Zofią z Buczackich (zm. 27 września 1918), z którą miał córkę Hannę (ur. 19 października 1916). 30 kwietnia 1927 ożenił się powtórnie z Anną Marią Kocuperową (ur. 15 marca 1899).

## Ordery i odznaczenia

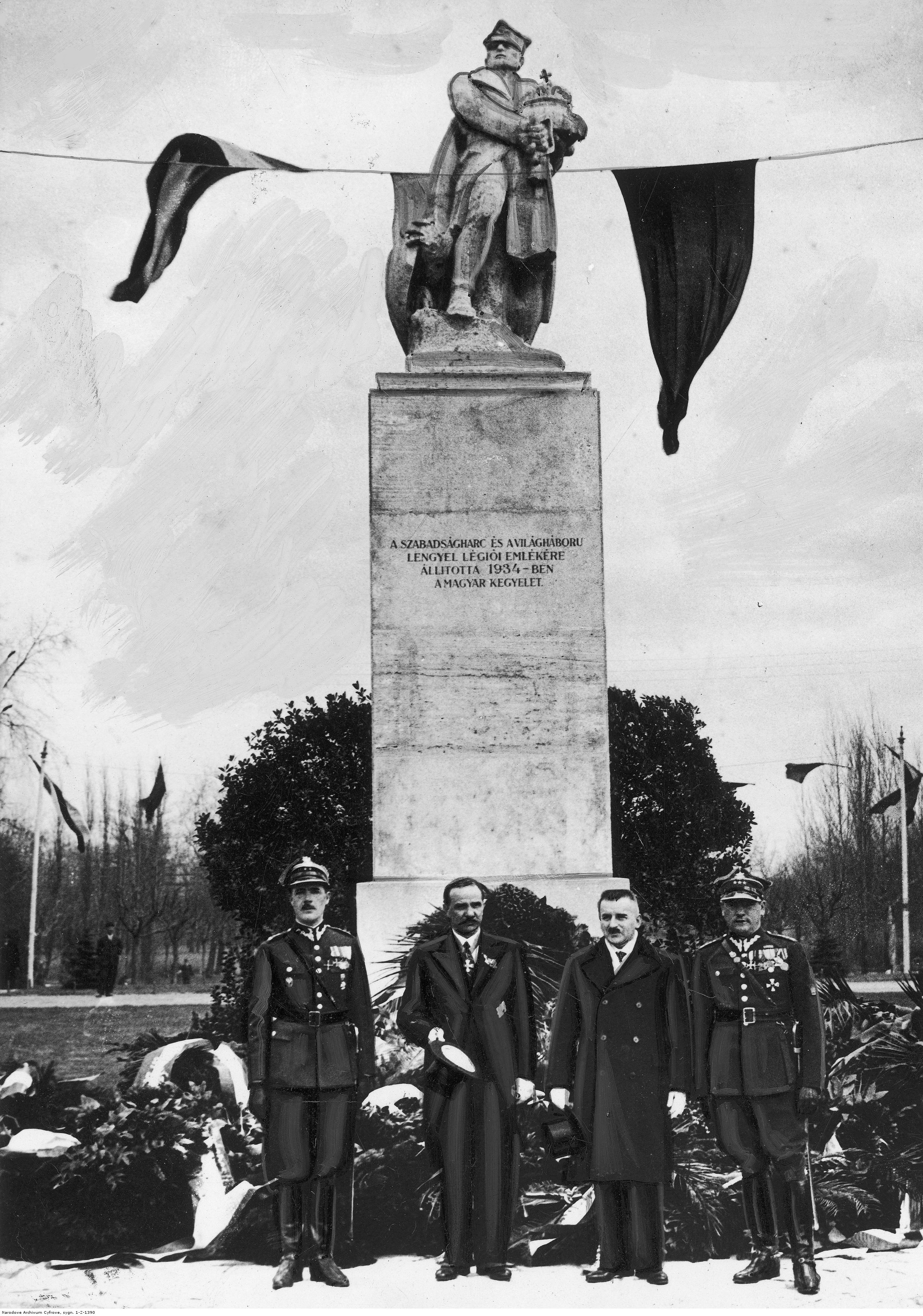
Odsłonięcie pomnika Legionów Polskich w Budapeszcie - ppłk Tadeusz Procner pierwszy z lewej; 1935.

- Krzyż Niepodległości – 6 czerwca 1931 „za pracę w dziele odzyskania niepodległości”[59]
- Krzyż Walecznych dwukrotnie nr 44240 – 1922[60][61]
- Złoty Krzyż Zasługi – 10 listopada 1928[62][63]
- Medal Pamiątkowy za Wojnę 1918–1921 – 1928[64]
- Medal Dziesięciolecia Odzyskanej Niepodległości – 1928[64]
- Brązowy Medal za Długoletnią Służbę – 1938[65]
- Złota Odznaka Honorowa Ligi Obrony Powietrznej i Przeciwgazowej I stopnia[66]
- Odznaka Pamiątkowa Generalnego Inspektora Sił Zbrojnych – 12 maja 1936
- Odznaka pamiątkowa II Brygady Legionów Polskich[67]